# Asano Sōichirō

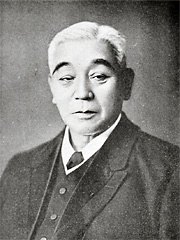
Asano Sōichirō

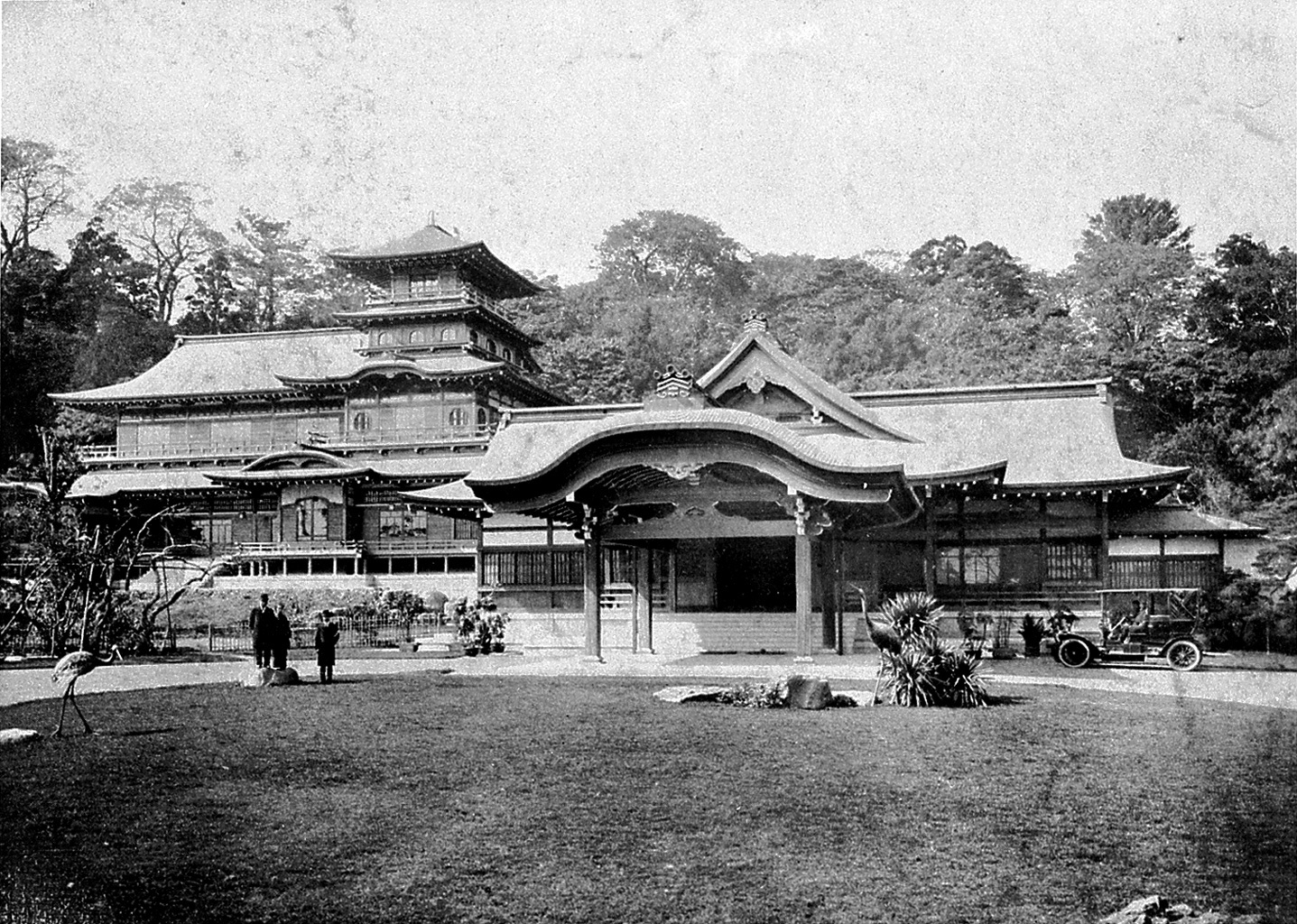
Wohnsitz von Asano in Tokio, 1909

Asano Sōichirō (japanisch 浅野 総一郎; geboren 13. April 1848 in der Provinz Etchū, heute Präfektur Toyama; gestorben 9. November 1930) war ein japanischer Unternehmer und Gründer der Asano-Firmengruppe.

## Leben und Wirken
Asano Sōichirō war bereits in jungen Jahren als kaufmännisches Talent in verschiedenen Geschäften tätig, scheiterte jedoch und ging 1871 nach Tokio. Dort konnte er mit Unterstützung von Shibusawa Eiichi ein florierendes Geschäft mit Brennholz, Kohle usw. aufbauen. 1884 gelang es ihm mit Hilfe von Shibusawa, die staatliche Fukagawa-Zementfabrik zu erwerben. Mit innovativen Konzepten gelang es ihm, sein „Asano-Zement“ (später „Nippon-Zement“, jetzt „Taiheiyō-Zement“) an die Spitze der Zementhersteller in Japan zu führen.
1891 gründete er die Schifffahrtsgesellschaft Tōyo Kisen (東洋汽船) und eröffnete Japans erste reguläre Pazifikroute. Darüber hinaus startete er 1913 auf dem Gebiet des späteren Bezirks Tsurumi von Yokohama, entlang der Küstenlinie von Kawasaki, Aufschüttungen von etwa 5 Quadratkilometern, die in der frühen Shōwa-Zeit abgeschlossen werden konnten. Heute sind die Hafenanlagen ein Teil des Industriegebiets Keihin (京浜工業地帯, Keihin kōgyō chitai).
Mit der Expansion in Wirtschaftszweige wie Kohlebergbau, Schiffbau, Stahlerzeugung, Elektrizität und Handel entwickelte sich das Asano-Firmenkonglomerat. Dabei erhielt Asano finanzielle Unterstützung von Yasuda Zenjirō, der selbst ein Firmenkonglomerat entwickelt hatte. Die Beziehung zwischen den beiden wurde mit „Asano ist der Motor und Yasuda ist der Brennstoff“ verglichen.
Der Wohnsitz von Asano in Tokio trug den Namen Shiunkaku (紫雲閣), wurde von Itō Chūta entworfen und sein Inneres von den führenden Malern der Zeit geschmückt. Ein Flügel diente als Gästehaus für Gäste aus Übersee. Im 2. Weltkrieg brannte das Gebäude ab.